# Західно-Кіннозаводський район
Західно-Кіннозаводський район — адміністративно-територіальна одиниця, що існувала у РРФСР з 1924 по 1930 роки.
Адміністративний центр — селище Цілина.

## Історія
Західно-Кіннозаводський район було утворено у червні 1924 року. Землі району до революції належали конярам (рос. коннозаводчик).
C червня 1924 року по серпень 1930 року район входив до складу Сальського округу Північно-Кавказького краю.
У 1930 році зі скасуванням округів Західно-Кіннозаводський район перейменовується в Гігантовський район, що перейшов у пряме підпорядкування Північно-Кавказького краю, районний центр було перенесено у селище зернорадгоспу Гігант. Гігантовський район скасовано у січні 1931 року, а його територія увійшла до складу Сальського району. 